# Palazzo dello sport Lužniki
Il Palazzo dello sport Lužniki (in russo Дворец спорта «Лужники»?, Dvorec sporta «Lužniki») è una arena polivalente situata nella città di Mosca.

## Storia
Completata nel 1956, e rinnovata nel 2002, ha ospitato gli incontri di judo dei Giochi olimpici di Mosca 1980, sei edizioni delle Spartachiadi (1956, 1959, 1963, 1967, 1971e 1979), la finale del campionato europeo maschile di pallacanestro 1965, quattro finali del campionato mondiale di hockey su ghiaccio (1957, 1973, 1979 e 1986), la finale del campionato mondiale femminile di pallacanestro 1959 e i I Goodwill Games. Ha inoltre ospitato le finali del campionato mondiale di pallavolo maschile e femminile del 1962, i campionati mondiali ed europei del 1975 di sollevamento pesi, e l'UEFA Futsal Championship 2001.
Tra i concerti più importanti, ha ospitato le esibizioni di Big Country, Cannibal Corpse, Scorpions, Scooter, Rammstein, Judas Priest, Kraftwerk, Depeche Mode & The Bravery, Muse, Dream Theater, Nightwish e Smokie.